# Shangri-La (電気グルーヴの曲)
「Shangri-La」（シャングリラ）は、日本の音楽ユニットである電気グルーヴの楽曲。

## 内容
1997年3月21日にKi/oon Sony Recordsより8枚目のシングルとしてリリースされた。7枚目のオリジナル・アルバム『A』（1997年）の先行シングルとして、前作「誰だ! (Radio Edit)」（1996年）よりおよそ10か月ぶりのリリースとなった。作詞・作曲およびプロデュースは電気グルーヴとなっている。
ベブ・シルヴェッティの楽曲「スプリング・レイン」（1975年）をサンプリングした作品であり、後に作曲者のクレジットとしてシルヴェッティの名前が追加されている。石野卓球は本作を歌謡曲として捉えており、テクノであるとは思っていないと発言している。
NHK-FMラジオ番組『ミュージックスクエア』のエンディングテーマ（1997年4月 - 5月）として使用されたほか、日産自動車「テラノ」のコマーシャルソングや、テレビ東京系バラエティ番組『有吉ぃぃeeeee!そうだ!今からお前んチでゲームしない?』（2018年 - ）の2月度エンディングテーマとして使用された。またフジテレビ系深夜アニメ『ノイタミナ』枠内で放送されたアニメ『空中ブランコ』のエンディングテーマとして砂原良徳によって再構築されたバージョンである「Shangri-La (Y. Sunahara 2009 Remodel)」が使用された。
オリコンチャートでは最高位10位となり、売り上げ枚数は50万枚で電気グルーヴのシングル売上ランキングにおいて1位となった。

## 録音、制作
本作は1996年末に渋谷のホワイトベース・スタジオにてデモ版が制作された。その後ソニー信濃町スタジオにて正式なレコーディングが開始されたが、砂原良徳は日中に作業をして帰宅、その後ピエール瀧がスタジオを訪れるスケジュールとなっており、石野卓球は24時間体制で作業をする環境となっていた。またその時点では歌詞が決定しておらず、石野は瀧とともに作詞していたが一晩中考えても全く完成せず、午前9時頃に外の空気を吸いに行くという名目で近所の公園で二人でブランコに乗りながら歌詞を考えたが、瀧は全く歌詞が浮かばず「トロフィーって単語しか浮かばねえ」と述べていたという。
砂原の提案により、当初からベブ・シルヴェッティの「スプリング・レイン」（1975年）のサンプリングを軸に制作する事は決定していたものの、完成したアレンジまでの到達は難航を極めており、各種インタビュー等で苦心の様子が語られている。初期の段階では、石野と瀧によるラップの掛け合いで構成されていたというが、そのバージョンは「とても聴かせられない」との理由でお蔵入りとなっている。

## 音楽性と歌詞
本来の電気グルーヴのイメージとは乖離した楽曲となっているが、石野は「ドリカムを聞いているような人たちが間違って買ったら面白いと思って作った」と述べている。6枚目のアルバム『ORANGE』（1996年）以降、レコード会社やメディアに冷遇されてきたと語る電気グルーヴにとってバンド内での結束は逆に高まっており「その結果として広い意味での『愛』をテーマとして据えたこの曲へと到った事は必然であり、決して変化球ではない」とも述べている。石野は後に本作を聴き返した感想として「あの頃の音だよなぁ」と述べており、歌謡曲としてよく出来ているがテクノではないと述べている。そのため「Shangri-Laで知られるテクノ・グループ」と紹介されることに違和感を抱いており、「全然テクノでもなんでもない」「こっちもテクノだと思って作ってないし」と述べている。
また当初はサビの歌詞が「ケツにキス・キス・キス」とされており、最後までその歌詞のままにするかどうかで悩んでいたと瀧は述べている。その他、カップリング曲「Shangri-joppo」において、冒頭部分に入る台詞の修正された部分を逆再生すると「幻覚剤」と述べた音声となっている。

## チャート成績
日産『テラノ』のコマーシャルソングに使用されたことでヒットにつながり、オリコンチャートトップ10以内にランクインし、電気グルーヴ最大のヒットシングルとなった。シルベッティの楽曲をサンプリングした事情もあり、JASRACでの登録上も「外国作品」の扱いになっており、1998年度上半期のJASRACの著作権使用料分配額（外国作品）ランキングで総合5位にランクインされた。本作の売り上げ枚数は50万枚となり、その後の活動に余裕が出来たと石野は述べている。
本作がヒットしたことにより、メンバーはサビの歌詞から「夢でキスキスバンド」を自称するようになる（キス1号は卓球、キス2号は砂原、キス3号は瀧）。また、クレジットには当初「作詞・作曲：電気グルーヴ」と表記されていたが、サンプリングによる権利問題回避として、作曲者にシルヴェッティの名が追加された。そのため、印税の半分はシルヴェッティへ、残り半分をメンバー3人で分けたため、売り上げ枚数に対して収入は少なかったという。石野は本作を「授かったというよりも一生懸命作ったって感じがする」と述べ、コマーシャルソングとして4月から放送が開始され、7月にオリコンチャートにて10位となったが、その際に全国ツアー中であったメンバーは地方でライブが終わったあとにテレビ番組の収録のため東京に戻るスケジュールを初めて経験し、「売れっ子ってこういう気持ちなのかって思った」「ザ・歌謡界! って感じ」と石野は述べ、瀧は「すごく気が張ってたな、この頃」と述べている。

## ミュージック・ビデオ
本作のミュージック・ビデオは、ソープランドをイメージした内容で制作された。同ビデオはそれまでの数倍の予算で制作されており、石野はそれまでの電気グルーヴのミュージック・ビデオの完成度に否定的な意見を述べた上で、本作のビデオの完成度に納得したため「ビデオは金だなあ」と述べていた。しかし同ビデオの2日後に制作され、瀧の誕生パーティーの引き出物として配布されたビデオ「ピエール瀧の体操30歳」を見た石野は、「ビデオは金じゃねぇ」と考え方を改めたと述べている。また、石野は初めてまともに制作できたミュージック・ビデオであるとも述べており、本作のビデオを切っ掛けとして他人には任せられないと気が付いたと述べている。また、瀧は本作以前は自身が思い描いた構想とそれを受けてスタッフが制作したものとに乖離があったと述べている。このビデオは後にミュージック・ビデオ集『電気グルーヴのゴールデンクリップス〜Stocktaking』（2011年）に収録されている。

## ライブ・パフォーマンス
本作のライブ演奏時には石野が「叫ぶニワトリ」のゴム人形、砂原が肩にインコの人形を乗せていた。またテレビ出演時にも同様のスタイルで歌詞を書いたニワトリのゴム人形を持って演奏を行っていたが、日本テレビ系音楽番組『FUN』（1998年 - 2004年）に出演した際にニワトリの人形がグロテスクなためNGとされ、メンバーは「チキンだけは譲れない」と意固地になり手羽先を持つことを提案したもののそれもNGとなり、チキンライスを提案するも「通常持つものじゃない」としてNGとされた。最終的には折衷案でチキンバスケットとなったが、中に入っていたチキンは本番前に食べてしまったために空のチキンバスケットを持って歌唱、石野はテレビを見た視聴者は事の経緯を知らないため理解できなかったのではないかと述べている。

## メディアでの使用
本作は当初、NHK-FMラジオ番組『ミュージックスクエア』（1990年 - 2009年）のエンディングテーマとして使用されていたが、後に日産自動車「テラノ」のコマーシャルソングとしても使用された。
それ以外にも、フジテレビ系深夜アニメ『ノイタミナ』枠内で放送されたアニメ『空中ブランコ』のエンディングテーマとして砂原によって再構築されたバージョンである「Shangri-La (Y. Sunahara 2009 Remodel)」が使用されたほか、テレビ東京系バラエティ番組『有吉ぃぃeeeee!そうだ!今からお前んチでゲームしない?』（2018年 - ）の2022年2月度エンディングテーマとして使用された。テレビ東京系バラエティ番組『出川哲朗の充電させてもらえませんか?』では、充電時のBGMとして使用されている。

## カバー、別バージョン
本作は以下のアーティストによるカバーバージョンが存在する。
- COOLON - シングル「Shangri-La〜Poison ポワゾン〜」（2006年）としてリリース。
- Soft Punk - アルバム『渚レゲエ』（2008年）に収録。
- BeForU - シングル「Shangri-La」（2008年）としてリリース[10][11][12]。
- Saori@destiny - アルバム『JAPANESE CHAOS』（2008年）に収録[13][14]。
- Goodings RINA - アルバム『The Nightbird〜Goodings RINA NONSTOP COVERS〜』（2008年）に収録[15][16]。
- FINO - アルバム『STAY WITH YOU』（2009年）に収録。
- noelle - アルバム『LOVE ELECTRO 2』（2009年）に収録。
- キャプテンストライダム - シングル「ブギーナイト・フィーバー」（2009年）に収録[17]。
- 砂原良徳 - 電気グルーヴによる15枚目のシングル「Upside Down」（2009年）のカップリング曲「Shangri-La (Y. Sunahara 2009 Remodel)」として、砂原によって再構築されたバージョンが収録されている[8]。
- オマスガ - アルバム『オマスガイダンス』（2010年）に収録。
- SKA LOVERS - アルバム『LOVERS SKA ~Sing With You~』（2010年）に収録。
- Hommarju - アルバム『EXIT TRANCE PRESENTS ウマウマできるトランスを作ってみた COMPLETE BEST 2』（2010年）に収録。
- Crush Tears - シングル「LOVE LOVE SHOW/Shangri-La」（2010年）に収録。
- パスピエ - シングル「MATATABISTEP/あの青と青と青」（2014年）に収録[18][19]。
- MIYAVI - アルバム『The Others』（2015年）に収録[20]。
- 太郎と花子 - アルバム『演歌ヴァー』（2016年）に収録。
- チャラン・ポ・ランタン - カバー・アルバム『借りもの協奏』（2016年）に収録[21]
- かもめ児童合唱団 - シングル『Shangri-La』（2025年）として配信にてリリース[22]。
- 西城秀樹 - 未発表音源ライブアルバム『HIDEKI SAIJO LIVE 1995〜1997』（2025年）に収録

## シングル収録曲
| #         | タイトル                | 作詞         | 作曲                   | 時間  |
| --------- | ----------------------- | ------------ | ---------------------- | ----- |
| 1.        | 「Shangri-La」          | 電気グルーヴ | Silvetti、電気グルーヴ | 4:21  |
| 2.        | 「Shangri-joppo」       |              | 石野卓球、砂原良徳     | 5:41  |
| 3.        | 「Shangri-La」(KARAOKE) |              |                        | 4:21  |
| 合計時間: | 合計時間:               | 合計時間:    | 合計時間:              | 14:23 |

## リリース履歴
| No. | 日付          | 地域                | レーベル            | 規格           | 規格品番      | 最高順位 | 備考 |
| --- | ------------- | ------------------- | ------------------- | -------------- | ------------- | -------- | ---- |
| 1   | 1997年3月21日 | 日本                | Ki/oon Sony Records | 8センチCD      | KSD2 1141     | 10位     |      |
| 2   | 1999年        | フランス ベネルクス | S3 Frankfurt        | マキシシングル | S3 667540 6   | -        |      |
| 3   | 1999年        | ドイツ              | S3                  | マキシシングル | S3 667540 2   | -        |      |
| 4   | 1999年        | ギリシャ            | Dance Pool          | CD             | DRN 887305 22 | -        |      |

## 収録アルバム
オリジナル
- 『A』（1997年） - イントロが伸びている他、クロスフェードするようにリミックスが施されている。

リミックス
- 『recycled A』（1998年） - 「SHANGRI-LA (JIMI TENOR Remix)」としてジミ・テナー（英語版）によるリミックスバージョンを収録。

ベスト
- 『SINGLES and STRIKES』（2004年）
- 『電気グルーヴのゴールデンヒッツ〜Due To Contract』（2011年） - 「Shangri-La (Y. Sunahara 2009 Remodel)」を収録。

ライブ
- 『イルボン2000』（2000年） - 原曲よりBPMが高く設定されている。

コンピレーション
- 『MAX JAPAN4』（1997年）
- 『DENKI GROOVE THE MOVIE? -THE MUSIC SELECTION-』（2015年） - アルバムバージョンで収録。
- 『エース』（2017年） - 小西康陽選曲のアルバムであり、「N.O.」と共に収録されている。